# Sikakurmu
Sikakurmu – wieś w Estonii, w prowincji Tartu, w gminie Meeksi.